# DDR-Meisterschaften im Hallenfaustball 1981/82
Die DDR-Meisterschaften im Hallenfaustball 1981/82 waren die 30. Austragung der DDR-Meisterschaften der Männer und Frauen im Hallenfaustball der DDR der Saison 1981/82. Die Finalturniere fanden am Wochenende 3./4. April 1982 in Görlitz-Rauschwalde statt.
An der Endrunde nahmen die vier Oberliga-Erstplatzierten teil. 
Mit Chemie Weißwasser bei den Frauen und Lokomotive Dresden bei den Männern setzten sich die vorjährigen Feldmeister nun auch auf dem Parkett durch. Beide kamen zu ihrem sechsten Hallentitel seit 1976. Dabei gab es für die Dresdener den fünften Doppelerfolg. 

## Frauen
Abschlusstabelle der Hauptrunde:
| Platz | Mannschaft                 | Punkte | Siege | Remis | Niederlagen | Bälle          | Vorgabezähler |
| 1.    | Chemie Weißwasser (M)      | 26:2   | 13    | –     | 1           | 498:278 (+220) | 3             |
| 2.    | Pentacon Dresden           | 26:2   | 13    | –     | 1           | 403:308 (+95)  | 2             |
| 3.    | TSG Berlin-Oberschöneweide | 17:11  | 8     | 1     | 5           | 353:335        | 1             |
| 4.    | Lokomotive Schwerin I      | 14:14  | 6     | 2     | 6           | 367:331        | 0             |
| 5.    | Lokomotive Schleife        | 12:16  | 6     | –     | 8           | 319:372        | –             |
| 6.    | Lokomotive Schwerin II     | 9:19   | 4     | 1     | 9           | 325:369        | –             |
| 7.    | SpG Heidenau               | 6:22   | 2     | 2     | 10          | 291:404        | –             |
| 8.    | Rotation Berlin            | 2:26   | 1     | –     | 13          | 280:439        | –             |

Die Spielgemeinschaft Heidenau und Rotation Berlin trafen in Relegationsspielen auf Liga-Staffelsieger und konnten dort den Abstieg verhindern.
Spiele der Finalrunde
| Chemie Weißwasser          | – | Pentacon Dresden           | 34:22 (15:12) |
| Chemie Weißwasser          | – | TSG Berlin-Oberschöneweide | 25:21 (16:5)  |
| Chemie Weißwasser          | – | Lok Schwerin               | 29:22 (14:10) |
| Pentacon Dresden           | – | TSG Berlin-Oberschöneweide | 18:18 (9:10)  |
| Pentacon Dresden           | – | Lok Schwerin               | 21:18 (9:10)  |
| TSG Berlin-Oberschöneweide | – | Lok Schwerin               | 24:22 (11:8)  |

Endstand
| Platz | Mannschaft                 | Punkte | Vorgabezähler | Gesamt |
| ----- | -------------------------- | ------ | ------------- | ------ |
| 1.    | Chemie Weißwasser          | 6:0    | 3             | 9:0    |
| 2.    | Pentacon Dresden           | 3:3    | 2             | 5:3    |
| 3.    | TSG Berlin-Oberschöneweide | 3:3    | 1             | 4:3    |
| 4.    | Lok Schwerin               | 0:6    | 0             | 0:6    |

## Männer
Abschlusstabelle der Hauptrunde:
| Platz | Mannschaft             | Punkte | Siege | Remis | Niederlagen | Bälle   | Vorgabezähler |
| 1.    | Lokomotive Dresden I   | 24:4   | 12    | –     | 2           | 472:342 | 3             |
| 2.    | ISG Hirschfelde        | 18:10  | 9     | –     | 5           | 426:367 | 2             |
| 3.    | Lokomotive Dresden II  | 15:13  | 7     | 1     | 6           | 404:383 | 1             |
| 4.    | Lokomotive Wittstock   | 14:14  | 7     | –     | 7           | 361:390 | 0             |
| 5.    | Fortschritt Glauchau   | 13:15  | 6     | 1     | 7           | 383:381 | –             |
| 6.    | Chemie Zeitz (M)       | 12:16  | 6     | –     | 8           | 385:387 | –             |
| 7.    | Lokomotive Berlin      | 12:16  | 6     | –     | 8           | 381:401 | –             |
| 8.    | Lokomotive Güstrow (N) | 4:24   | 2     | –     | 12          | 317:478 | –             |

Absteiger: Lok Güstrow
Spiele der Finalrunde
| Lok Wittstock   | – | ISG Hirschfelde | 34:26 (15:13) |
| ISG Hirschfelde | – | Lok Dresden II  | 27:32 (15:14) |
| ISG Hirschfelde | – | Lok Dresden I   | 30:27 (14:12) |
| Lok Dresden I   | – | Lok Dresden II  | 34:27 (15:15) |
| Lok Dresden I   | – | Lok Wittstock   | 39:17 (21:8)  |
| Lok Dresden II  | – | Lok Wittstock   | 28:24 (16:11) |

Endstand
| Platz | Mannschaft      | Punkte | Vorgabezähler | Gesamt |
| 1.    | Lok Dresden I   | 4:2    | 3             | 7:2    |
| 2.    | Lok Dresden II  | 4:2    | 1             | 5:2    |
| 3.    | ISG Hirschfelde | 2:4    | 2             | 4:4    |
| 4.    | Lok Wittstock   | 2:4    | 0             | 2:4    |

## Anmerkung
1. 1 2 3 4  Vorgabezähler: Gemäß ihrer Platzierung in der Hauptrunde erhielten die qualifizierten Mannschaften Punkte für die Endrunde. Der Erste erhielt dabei drei Punkte, der Zweitplatzierte zwei, der Dritte noch einen.

## Weblink
- Gunter Herzog: Weißwasser und Dresden vorn. Endrunde der DDR-Meisterschaften im Hallenfaustball. In: Neues Deutschland. 5. April 1982, S. 7, abgerufen am 12. Dezember 2016 (kostenfreier online-Zugang erforderlich).